# BTS In the Soop
BTS In the Soop (tiếng Hàn: 인더숲 BTS편; Romaja: BTS In the Sup; dịch nghĩa đen: "In the Forest: BTS edition"; cách điệu là BTS In the SOOP) là một chương trình truyền hình thực tế Hàn Quốc được sản xuất bởi Big Hit Entertainment và Big Hit Three Sixty với sự tham gia của nhóm nhạc nam BTS. Mùa 1 của chương trình được công chiếu vào ngày 19 tháng 8 năm 2020 trên kênh truyền hình cáp JTBC của Hàn Quốc và nền tảng trực tuyến Weverse, xoay quanh việc nhóm tạm rời xa cuộc sống bận rộn ở thành phố để dành một tuần cùng nhau tại một địa điểm trong rừng hẻo lánh, nơi họ thư giãn và tham gia vào nhiều sở thích khác nhau.
Mùa 2 của chương trình được sản xuất bởi Hybe 360, công chiếu vào ngày 15 tháng 10 năm 2021 và xoay quanh nhóm khi họ dành 4 ngày tại một biệt thự riêng trên núi. Phiên bản phát sóng trên JTBC bao gồm 4 tập. Phiên bản phát sóng trên Weverse bao gồm các cảnh quay mở rộng và kéo dài 5 tập, tập cuối cùng được phát sóng độc quyền trên nền tảng vào ngày 12 tháng 11.

## Nội dung
Ý tưởng của chương trình xoay quanh việc BTS tạm rời xa cuộc sống bận rộn ở thành phố và hướng đến một địa điểm rừng hẻo lánh, yên bình hơn — từ soop trong tiếng Hàn có nghĩa là "rừng" — trong một tuần. Khẩu hiệu của chương trình là "giữa cuộc sống hàng ngày và nghỉ ngơi" được phản ánh xuyên suốt vì nhóm không có lịch trình cụ thể khi ở đó và tự do theo đuổi các sở thích khác nhau trong nhà và ngoài trời cùng nhau theo ý riêng của họ. Họ có thể làm "những việc mà họ không làm vì họ không muốn mất thời gian" hoặc "không thể làm vì họ [quá] bận rộn" với sự can thiệp hoặc tương tác tối thiểu từ với nhân viên sản xuất.

## Diễn viên
- RM vai bản thân
- Jin vai bản thân
- Suga vai bản thân
- J-Hope vai bản thân
- Jimin vai bản thân
- V vai bản thân
- Jungkook vai bản thân
- Bam (chú chó của Jungkook, mùa 2)[5]

## Phát sóng và định dạng
Mùa 1 được công chiếu độc quyền vào ngày 19 tháng 8 năm 2020, trên JTBC. Các tập được phát sóng vào mỗi tối thứ Tư hàng tuần lúc 11 giờ tối KST và có thời lượng 60 phút. Nó được phát hành trên Weverse lúc 12 giờ tối KST dưới dạng nội dung trả phí dựa trên đăng ký độc quyền với thời gian phát sóng kéo dài thêm 80 phút. Các đoạn clip dài 10 phút bổ sung có chứa cảnh hậu trường từ mỗi tập được tải lên Weverse vào thứ Ba tuần sau lúc 9 giờ tối KST.
Mùa 2 được công bố vào ngày 1 tháng 10 năm 2021. Tập đầu tiên được công chiếu vào ngày 15 tháng 10 lúc 9 giờ tối KST trên JTBC và sau đó được phát hành lúc 10 giờ tối KST trên Weverse — các tập mới sẽ được phát hành vào thứ Sáu hàng tuần. Không giống như mùa 1 bao gồm 8 tập, mùa 2 bao gồm 5 tập, trong đó chỉ có 4 tập sẽ được phát sóng trên truyền hình. Tập 5 sẽ được phát hành độc quyền trên Weverse vào ngày 12 tháng 11.

## Sản xuất
Mùa 1 của chương trình được sản xuất bởi Big Hit Entertainment và Big Hit Three Sixty. Quá trình ghi hình diễn ra tại một khu đất tư nhân ven hồ được gọi là Lake 192, một địa điểm cho thuê được sử dụng để tổ chức các hội thảo của công ty, các sự kiện gia đình và đám cưới nhỏ. Tọa lạc tại Gail-ri, Sabuk-myeon, Chuncheon, thuộc tỉnh Gangwon-do, nơi nghỉ dưỡng này đã xuất hiện trên nhiều phương tiện truyền thông và quảng cáo, đồng thời cũng được trao giải thưởng kiến trúc Hàn Quốc xuất  sắc nhất cho thiết kế hiện đại của nó. Nó bao gồm một ngôi nhà chính 2 tầng (được gọi là "nhà chính" trong chương trình) với 2 phòng ngủ (được sử dụng bởi Jin và RM), nhà bếp, phòng khách, nhiều sân thượng (một trong số đó được sử dụng bởi các thành viên để vẽ tranh) và một khoảng sân rộng lớn cũng được dùng làm địa điểm cắm trại (Jin thỉnh thoảng ngủ trong lều dựng trên bãi cỏ); một vườn rau; một nhà khách có 2 phòng ngủ nằm ngay trên hồ (được gọi là "nhà nổi" và được sử dụng bởi Jungkook và J-Hope), có sân thượng xung quanh (được các thành viên sử dụng để câu cá và làm bến tàu đánh cá); một ngôi nhà 1 tầng bổ sung, 2 phòng ngủ (được gọi là "nhà trên" và được sử dụng bởi Jimin và V) với một khu vực phòng khách được dùng để chơi game, một nhà bếp (hầu hết các quá trình nấu nướng trong chương trình được thực hiện trong ngôi nhà này) và một khu vực ăn uống ngoài trời. Các nhân viên sản xuất đã thực hiện nhiều sửa đổi khác nhau đối với chương trình, bao gồm cả việc đưa vào một chiếc xe van cắm trại, như một không gian ngủ bổ sung (được sử dụng bởi Yoongi); lắp đặt một bể cá nước mặn lớn với cá dẹt (theo yêu cầu của Jin); cung cấp một thuyền đánh cá; lắp đặt hồ bơi ngoài trời và bồn tắm nước nóng; thiết lập một bao đấm bốc, dụng cụ tập thể dục, và khung thành ở sân chính; tạo khu vực ăn uống ngoài trời dưới tấm bạt lớn ở sân chính.
Quá trình sản xuất cho mùa 2 đã diễn ra với quy mô lớn hơn nhiều. Không giống như mùa đầu tiên sử dụng một địa điểm cho thuê để ghi hình, Hybe đã mua một khu đất không được tiết lộ được bao quanh bởi những ngọn núi ở Pyeongchang-gun, Gangwon-do — nó cũng bao gồm một ngôi nhà 2 tầng tách biệt (tầng 1: 120,72 m², tầng 2: 77,1 m²) — với giá 1,295 tỷ KRW. Nơi nghỉ dưỡng này đã trải qua quá trình tu sửa và tạo cảnh quan trong suốt một năm để chuẩn bị cho mùa mới, đồng thời có các sân tennis và bóng rổ mới xây, hồ bơi ngoài trời, phòng tập thể dục cùng các tiện nghi khác. Khu đất này có ba ngôi biệt thự lớn, 2 tầng, trong đó ngôi nhà lớn nhất, được gọi là "nhà A" trong chương trình, là nơi các thành viên tụ tập thường xuyên nhất trong thời gian lưu trú của họ. Tầng 1 có nhà bếp mở và sảnh khách, phòng khách, phòng tập thể dục và phòng máy tính được trang bị 5 máy tính để chơi game. Tầng trên có một khu vực đọc sách. Hai ngôi nhà còn lại, được gọi là "nhà B" và "nhà C", phục vụ như chỗ ngủ, với 3 phòng ngủ ở nhà B (được sử dụng bởi Jin, RM và Suga), và 4 phòng ngủ ở nhà C (được sử dụng bởi J-Hope, Jimin, Jungkook và V). Phần dưới của khuôn viên, sau sân tennis, có một sân lớn cũng dùng làm địa điểm cắm trại và có airstream. Có thể đến nơi nghỉ này bằng một con đường riêng xuyên núi bằng các phương tiện nhỏ hơn như xe đạp, xe cắm trại hoặc xe địa hình (như đã thấy trong chương trình).

## Danh sách tập

### Tổng quan về chương trình
| Mùa | Mùa | Số tập | Số tập | Phát sóng gốc        | Phát sóng gốc        |
| Mùa | Mùa | Số tập | Số tập | Phát sóng lần đầu    | Phát sóng lần cuối   |
| --- | --- | ------ | ------ | -------------------- | -------------------- |
|     | 1   | 8      | 8      | 19 tháng 8 năm 2020  | 7 tháng 10 năm 2020  |
|     | 2   | 5      | 5      | 15 tháng 10 năm 2021 | 12 tháng 11 năm 2021 |

### Mùa 1 (2020)
| TT. tổng thể | TT. trong mùa phim | Tiêu đề                      | Ngày phát hành gốc  |
| --- | ------------------ | ---------------------------- | ------------------- |
| 1 | 1                  | "Excited to Begin"           | 19 tháng 8 năm 2020 |
| Tập phim mở đầu với cảnh phỏng vấn được quay vào 3 tháng trước khi phát sóng chương trình. Các nhân viên sản xuất thông báo cho BTS về chương trình mới và thu thập ý kiến từ các thành viên về những gì họ muốn (đồ ăn, trò chơi, dụng cụ thể thao, bể cá với cá sống để làm sashimi, v.v.) để chuẩn bị cho kỳ nghỉ của họ. Đoạn video sau đó chuyển cảnh sang nhóm chuẩn bị rời Seoul. Họ lái xe đến một căn biệt thự tuyệt đẹp nằm gần sông Bukhan, nơi có ba ngôi nhà riêng biệt. Sau khi khám phá khu đất (được trang bị tất cả những thứ họ yêu cầu), các thành viên chọn phòng và chơi bóng bàn, trong khi Suga và Jungkook nấu jjapaguri với bít tết cho bữa trưa. Họ mở gói đồ tạp hóa trong tuần và dành thời gian còn lại trong ngày để thư giãn. |                    |                              |                     |
| 2 | 2                  | "Free Time"                  | 27 tháng 8 năm 2020 |
| Tiếp tục phần vừa rồi của tập trước, BTS tham gia vào nhiều sở thích khác nhau bao gồm câu cá, xây dựng và chơi với đồ chơi mô hình, quyền anh, bóng bàn và chơi game trực tuyến. Jin, J-Hope, Jungkook và Suga nấu budae-jjigae cho bữa tối — Jungkook giúp Jin làm phi lê cá bẹt và Jin làm sashimi lần đầu tiên. J-Hope và Jungkook đốt pháo hoa sau bữa tối. |                    |                              |                     |
| 3 | 3                  | "Memories of a Rainy Day"    | 3 tháng 9 năm 2020  |
| Jin là người đầu tiên thức dậy vào sáng hôm sau và đánh thức những người khác theo cách của mình. Suga và J-Hope chuẩn bị nguyên liệu cho bữa trưa. Cùng với Jin, họ nấu gamasot bokkeum-bap — cơm chiên thịt heo — trên nắp một chiếc nồi gang lớn. Jin và Suga chơi trò chơi trên máy tính sau đó, trong khi những người khác dọn dẹp. Jungkook làm bánh mì nướng kiểu Pháp như một món ăn nhẹ. Dự báo thời tiết dự đoán sẽ có mưa nên các thành viên đã làm nhiều việc khác nhau ở ngoài trời trước đó. Jin đi câu cá ngoài hồ, nhưng không bắt được gì; RM và J-Hope cùng nhau lắp ráp lego; Jungkook tập đấm bốc; V chơi đàn keyboard và Jimin tạo ra những ca từ vui nhộn cho giai điệu của anh. Mưa rơi và mọi người cùng nhau vào ngôi nhà chính. Họ tiếp tục hát theo phần chơi đàn của V và cuối cùng sáng tác một bài hát chủ đề cho chương trình, bài hát mà Suga thu âm bằng thiết bị âm nhạc của mình. Đối với bữa tối, anh và J-Hope chuẩn bị bánh pajeon với mực, súp eomuk và cùng uống makgeolli. Namjoon đã chụp ảnh các thành viên khi họ tụ tập ăn uống bên ngoài — Jin hướng dẫn Taehyung và Jungkook cách lật bánh pajeon. Họ dành phần còn lại của buổi tối để uống rượu và trò chuyện cùng nhau. |                    |                              |                     |
| 4 | 4                  | "Farewell For Now"           | 10 tháng 9 năm 2020 |
| Sau bữa tối, các thành viên chơi game ở nhà trên, còn V hát karaoke ở nhà chính. RM và J-Hope cùng nhau uống bia và tâm sự dưới tấm bạt ngoài trời trước khi đi ngủ. Jin ngủ trong lều, và V là bạn cùng phòng với RM. Vào buổi sáng, V làm nurungji để ăn sáng, sau đó chơi với chiếc thuyền điều khiển từ xa của anh ở hồ trong khi Jin và J-Hope đi bộ. Jungkook và RM dành thời gian cùng nhau trong nhà chính. Đối với bữa trưa, J-Hope và Suga làm pork galbi và mul naengmyeon; Jin phi lê cá rô và làm mulhoe, lần đầu tiên; Jungkook và V chuẩn bị xúc xích nướng và jamón. Sau khi ăn trưa, RM trở lại Seoul để làm việc. Các thành viên còn lại cùng nhau thực hiện nhiều hoạt động khác nhau, bao gồm vẽ tranh và hát karaoke. Họ làm mì jjapaguri và angry neoguri, cho bữa tối, sau đó thu dọn đồ đạc và đến Seoul. |                    |                              |                     |
| 5 | 5                  | "Back to the Forest"         | 17 tháng 9 năm 2020 |
| 6 | 6                  | "Together, And On Their Own" | 24 tháng 9 năm 2020 |
| 7 | 7                  | "BTS Cooking Challenge"      | 1 tháng 10 năm 2020 |
| 8 | 8                  | "Back To Our Everyday Life"  | 8 tháng 10 năm 2020 |
| BTS chào tạm biệt và quay trở lại Seoul sau một tuần nghỉ dưỡng trong rừng. Phân cảnh cuối cùng của tập phim có cảnh nhóm thu âm bài hát chủ đề "In the Soop" của chương trình tại phòng thu của họ ở Seoul. |                    |                              |                     |

### Mùa 2 (2021)
| TT. tổng thể | TT. trong mùa phim | Tiêu đề                       | Ngày phát hành gốc                            |
| --- | ------------------ | ----------------------------- | --------------------------------------------- |
| 9 | 1                  | "Again In the Soop"           | 15 tháng 10 năm 2021                          |
| Tập phim mở đầu với cảnh phỏng vấnđược quay 30 ngày trước khi bắt đầu mùa 2, trong đó nhóm phản ánh về mùa đầu tiên và mong chờ mùa 2. Thay vì tự lái xe, BTS được đưa đón bằng xe buýt riêng — Jungkook mang theo chú chó cưng Dobermann của mình, có tên là Bam — đến một điểm đến đặc biệt trên sườn núi được tạo ra chỉ dành cho họ. Tập phim sau đó chuyển sang những cảnh quay về việc cải tạo rộng rãi nơi ở đã trải qua để chuẩn bị cho việc họ đến, xen kẽ với cảnh phỏng vấn bổ sung về các yêu cầu khác nhau từ các thành viên và cách nhân viên sản xuất đáp ứng những yêu cầu đó. Sau khi đến địa điểm vào ban đêm, các thành viên chọn phòng và ổn định chỗ ở. Jin đọc sách trên giường; Jimin, J-Hope và Suga làm một bữa ăn nhẹ vào đêm muộn; RM và V khám phá ngôi nhà; Jungkook dành thời gian cho Bam. RM, J-Hope và Suga đi ngủ, trong khi Jungkook, Jimin và V tiếp tục chơi game — cuối cùng họ đi ngủ sau 5 giờ sáng. Jungkook thức dậy vài giờ sau đó và đi ra ngoài trời với Bam. J-Hope pha cà phê sau đó đánh thức mọi người dậy. Jungkook, RM và V hát karaoke trong khi Suga chuẩn bị đồ cay tteokbokki và gimmari cho bữa trưa. |                    |                               |                                               |
| 10 | 2                  | "Fly to In the Soop with BTS" | 22 tháng 10 năm 2021                          |
| 11 | 3                  | TBA                           | 29 tháng 10 năm 2021                          |
| 12 | 4                  | TBA                           | 5 tháng 11 năm 2021                           |
| 13 | 5                  | TBA                           | 12 tháng 11 năm 2021 (độc quyền trên Weverse) |

## Đón nhận
Los Angeles Times đã gọi In the Soop là một "điều bất ngờ" so với các chương trình thực tế khác mà nhóm đã có, và viết rằng nó "tiết lộ một mặt khác của 7 thành viên" thông qua "lòng chân thành" về cách mà họ bị ảnh hưởng bởi đại dịch COVID-19, trong khi cũng đem đến "một cái nhìn về cuộc sống mộc mạc, từ truyền thống lâu đời của Hàn Quốc là nấu ăn ngoài trời đến học cách đánh cá". Claire P. Dodson của Teen Vogue đã mô tả việc xem chương trình này là "một trải nghiệm chữa lành cực kỳ hiệu quả". Jenna Guillaume của Buzzfeed cho biết chương trình này "có giá thấp nhưng cực kỳ hấp dẫn ở sự đơn giản của nó" và giống như Dodson, cảm thấy rằng "'chữa lành'... hoàn toàn gói gọn trải nghiệm xem", và mô tả chương trình này là "chương trình hoàn toàn phù hợp với [BTS]", viết rằng đó là "cổ phần thấp nhưng cực kỳ hấp dẫn bởi sự đơn giản của nó." Trong các chương trình truyền hình thực tế khác nhau của nhóm vào năm 2021, Kayti Burt từ Den of Geek đã gọi In The Soop là "món quà luôn được gửi đến". Cô lưu ý rằng "cấu trúc thoải mái hơn nhiều" của chương trình "cho phép nhóm thư giãn hơn một chút", và viết rằng "BTS đã tặng chúng ta nhiều món quà trong đại dịch COVID-19, nhưng In the Soop có thể là tuyệt vời nhất."

### Tỷ suất người xem

#### Mùa 1
| Tập                                                                                                | Ngày phát sóng    | Tỷ lệ người xem trung bình |
| Tập                                                                                                | Ngày phát sóng    | Nielsen Korea(toàn quốc)   |
| -------------------------------------------------------------------------------------------------- | ----------------- | -------------------------- |
| 1                                                                                                  | 19 tháng 8, 2020  | 1.3%                       |
| 2                                                                                                  | 26 tháng 8, 2020  | 0.9%                       |
| 3                                                                                                  | 2 tháng 9, 2020   | 0.9%                       |
| 4                                                                                                  | 9 tháng 9, 2020   | 1.0%                       |
| 5                                                                                                  | 16 tháng 9, 2020  | 0.9%                       |
| 6                                                                                                  | 23 tháng 9, 2020  | 0.9%                       |
| 7                                                                                                  | 30 tháng 10, 2020 | 1.0%                       |
| 8                                                                                                  | 7 tháng 10, 2020  | 0.7%                       |
| - Các số màu xanh biểu thị cho xếp hạng thấp nhất và các số màu đỏ biểu thị cho xếp hạng cao nhất. |                   |                            |

#### Mùa 2
| Ep. | Ngày phát sóng    | Tỷ lệ người xem trung bình |
| Ep. | Ngày phát sóng    | Nielsen Korea(toàn quốc)   |
| --- | ----------------- | -------------------------- |
| 1 | 15 tháng 10, 2021 | 1.4%                       |
| 2 | 22 tháng 10, 2021 | 0.9%                       |
| 3 | 29 tháng 10, 2021 | 1.0%                       |
| 4 | 5 tháng 11, 2021  | 1.0%                       |
| - Các số màu xanh biểu thị cho xếp hạng thấp nhất và các số màu đỏ biểu thị cho xếp hạng cao nhất. - Tập 5 không được phát sóng trên truyền hình nên không được xếp hạng/bao gồm. |                   |                            |